# Alfred Döblin
Alfred Döblin (10. srpna 1878 Štětín – 28. června 1957 Emmendingen) byl německý expresionistický spisovatel a lékař.

## Život
Döblin pocházel z asimilované židovské rodiny. Jeho otec Max byl původně krejčí, oženil se ale s dcerou bohatého továrníka. V roce 1898 se rodina přestěhovala do Berlína, kde Alfred začal studovat medicínu nejprve na Humboldtově univerzitě v Berlíně a později na Univerzitě Alberta Ludwiga ve Freiburgu (Albert-Ludwigs-Universität Freiburg). Během studií se začal zajímat o německou filosofii a to převážně o díla Immanuela Kanta, Arthura Schopenhauera a Friedricha Nietzscheho. Po vystudování začal pracovat jako žurnalista v Řezně a v Berlíně, než si otevřel svoji psychiatrickou ordinaci v sousedstvi náměstí Alexanderplatz. Lékařskou praxi prováděl v letech 1911-1914 a 1918-1933. V letech 1914-1918 byl vojenským lékařem.
Byl hluboce ovlivněný expresionismem, který byl hlavním myšlenkovým proudem německé avantgardy v prvních dvou desetiletích 20. století. Přihlásil se k němu v časopise Der Sturm, který od roku 1910 v Berlíně vydával Herwarth Walden. Spřátelil se s Ernstem Ludwigem Kirchnerem, expresionistickým malířem a jedním ze zakladatelů umělecké skupiny Die Brücke, který namaloval jeho portrét.
Během vykonávání praxe napsal několik prací, ale žádná z nich nebyla veřejně publikována do roku 1913, kdy vydal sbírku povídek Die Ermordung einer Butterblume (Vraždění blatouchu). V roce 1915 vydal román Die Drei Sprünge des Wang-Lung (Tři sloky Wang-luna), který pojednával o čínském povstání v 18. století. Tato kniha vyhrála cenu Theodora Fontana (Theodor-Fontane-Preis für Kunst und Literatur) za rok 1916.
V roce 1933 uprchl do Francie, kde získal v roce 1936 občanství. V roce 1940 uprchl před nacisty do Spojených států amerických. V roce 1941 konvertoval ke katolické církvi.
V roce 1945 se vrátil do Německa, kde byl z pověření francouzské vlády inspektorem kulturní politiky. Po vzniku NDR se podílel na založení Akademie věd a literatury v Mohuči (Die Akademie der Wissenschaften und der Literatur Mainz - AdW-Mainz). V roce 1953 se vystěhoval opět do Francie. Nemocen se vrátil 1956 zpět do Německa a následujícího roku zemřel. Je pohřben ve francouzské obci Housseras v Lotrinsku.
V roce 1979 byla po něm pojmenována Cena Alfreda Döblina.

Döblinův portrét od Ernsta Ludwiga Kirchnera z roku 1912

## Dílo
- 1913 Die Ermordung einer Butterblume (Zavraždění blatouchu) – povídky, součástí sbírky je i povídka Das Stifts- fraulein und der Tod (Slečna z nadačního ústavu a smrt)
- 1915 Die drei Sprünge des Wang-lun (Tři sloky Wang-luna) – román
- 1917 Die Lobensteiner reisen nach Böhmen (Lobensteinští cestují do Čech) – povídky
- 1918 Wadzeks Kampf mit der Dampfturbine (Wadzekův boj s parní turbínou) – román
- 1920 Wallenstein (Valdštejn) – román
  - Lusitania – drama
- 1923 Die Nonnen von Kemnade (Řeholnice z Kemnade) – drama
- 1924 Berge, Meere und Giganten (Hory, moře a giganti) – román
- 1927 Manas – veršovaný epos na námět staroindické mytologie
- 1929 Berlin Alexanderplatz (Berlín, Alexandrovo náměstí) – román
- 1935 Pardon wird nich gegeben (Milost se neuděluje) – román
- trilogie Amazonas
  - 1937 Die Fahrt ins Land ohne Tod (Země, kde se neumírá)
  - 1938 Der blaue Tiger (Modrý tygr)
  - 1948 Der neue Urwald (Nový prales)
- 1937–1941 November 1918: eine deutsche Revolution (Listopad 1918: německá revoluce, přepracováno 1948–1950) – román
- 1949 Schicksalsreise (Osudová cesta) – autobiografie
- 1956 Hamlet oder Die lange Nacht nimmt ein Ende (Hamlet čili Dlouhá noc se chýlí ke konci) – román

### České překlady
- Amazonka, překlad Hanuš Karlach, Brno : Barrister & Principal, 2011
- Berlín, Alexandrovo náměstí, překlad Zdenka Münzrová, Praha : Julius Albert, 1935
  - další vydání: překlad Kamila Jiroudková, Praha : Odeon, 1968, v témže překladu Rybka Publishers, 2014
- Milost se neuděluje, překlad Věra Saudková, Praha : Mladá fronta, 1985
- Valdštejn, překlad Miloslav Novotný, Vincenc Svoboda a Ladislav Drůbek, Praha : Vydavatelství Družstevní práce, 1931
  - další vydání: překlad Vratislav Slezák, Praha : Odeon, 1981
- Země, kde se neumírá, překlad Pavel Eisner, Praha : Evropský literární klub, 1938

## Fotogalerie

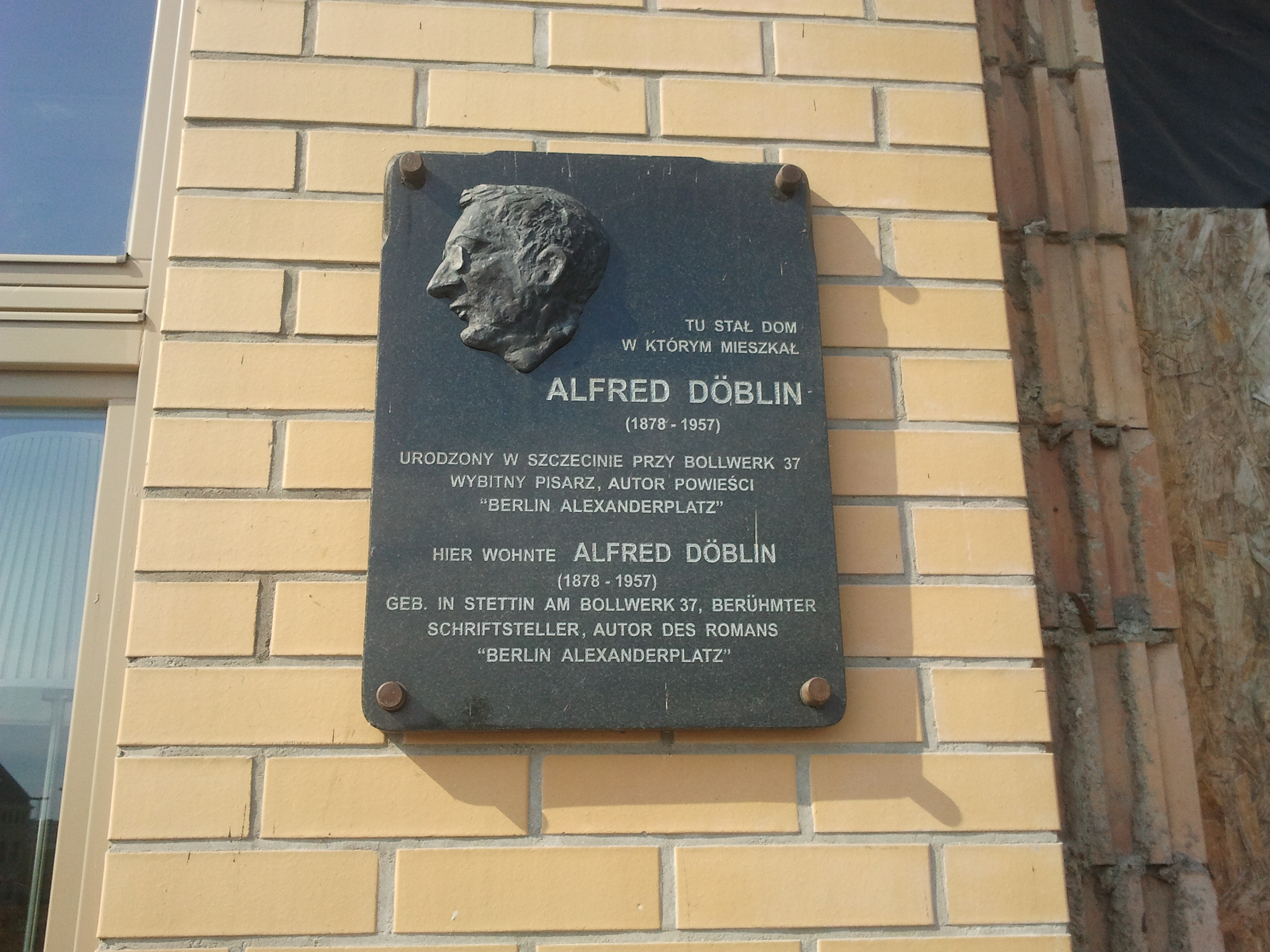
Pamětní deska na jeho rodném domě v polském Štětíně
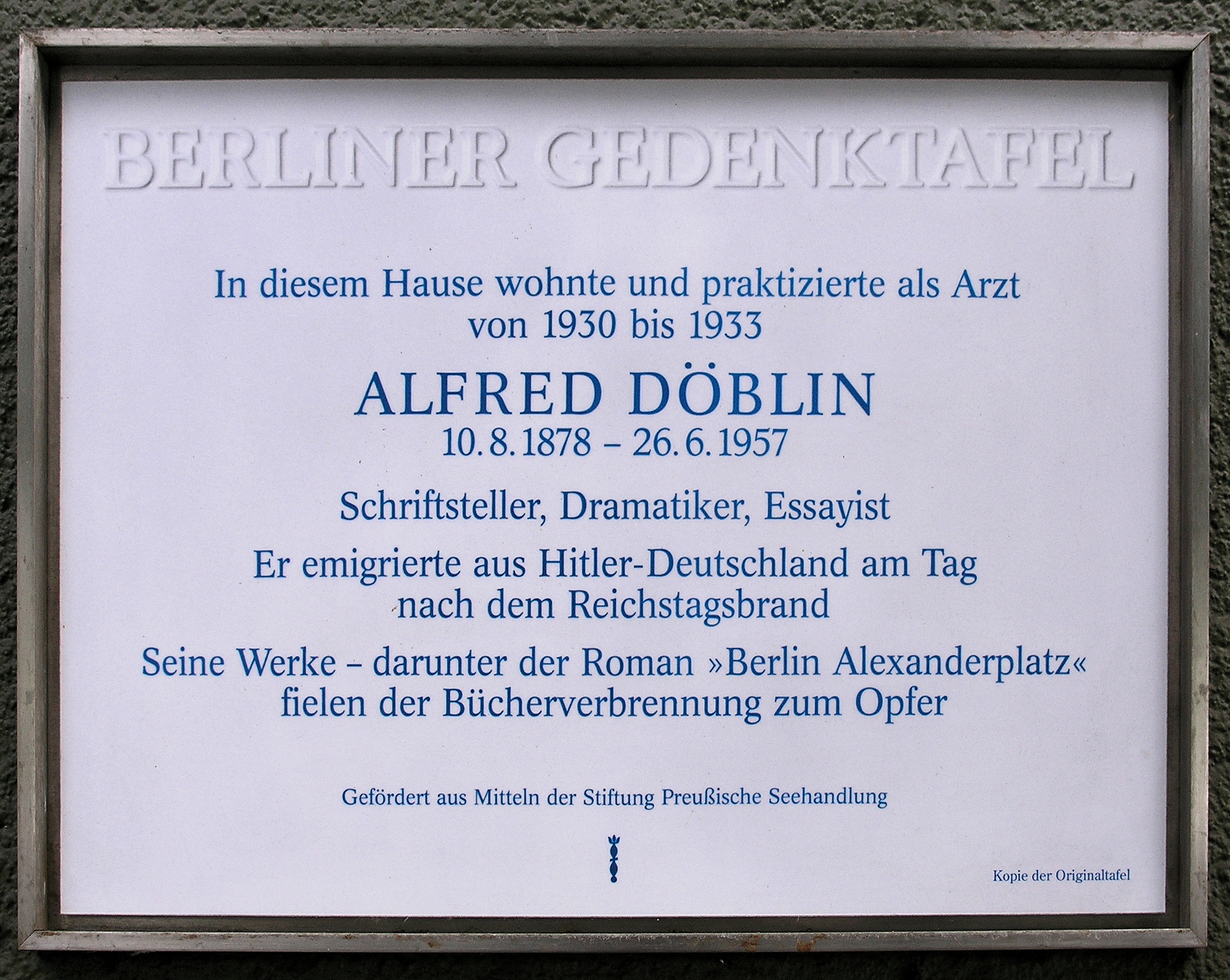
Pamětní deska v Berlíně (Kaiserdamm 28, Berlin-Westend)
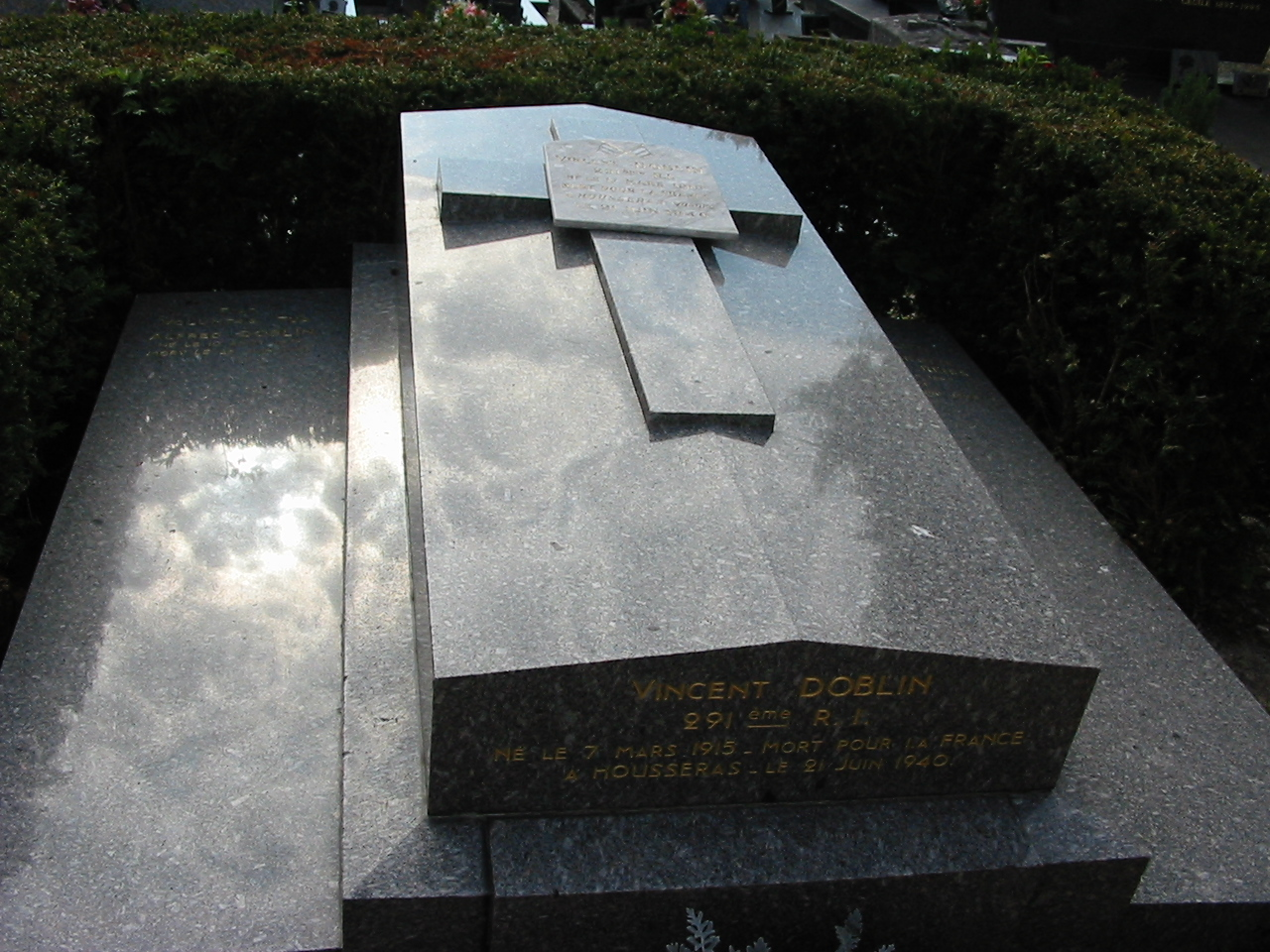
Hrob syna, Vincenta (Wolfganga) Döblina, a jeho rodičů (Cimetière d'Housseras)
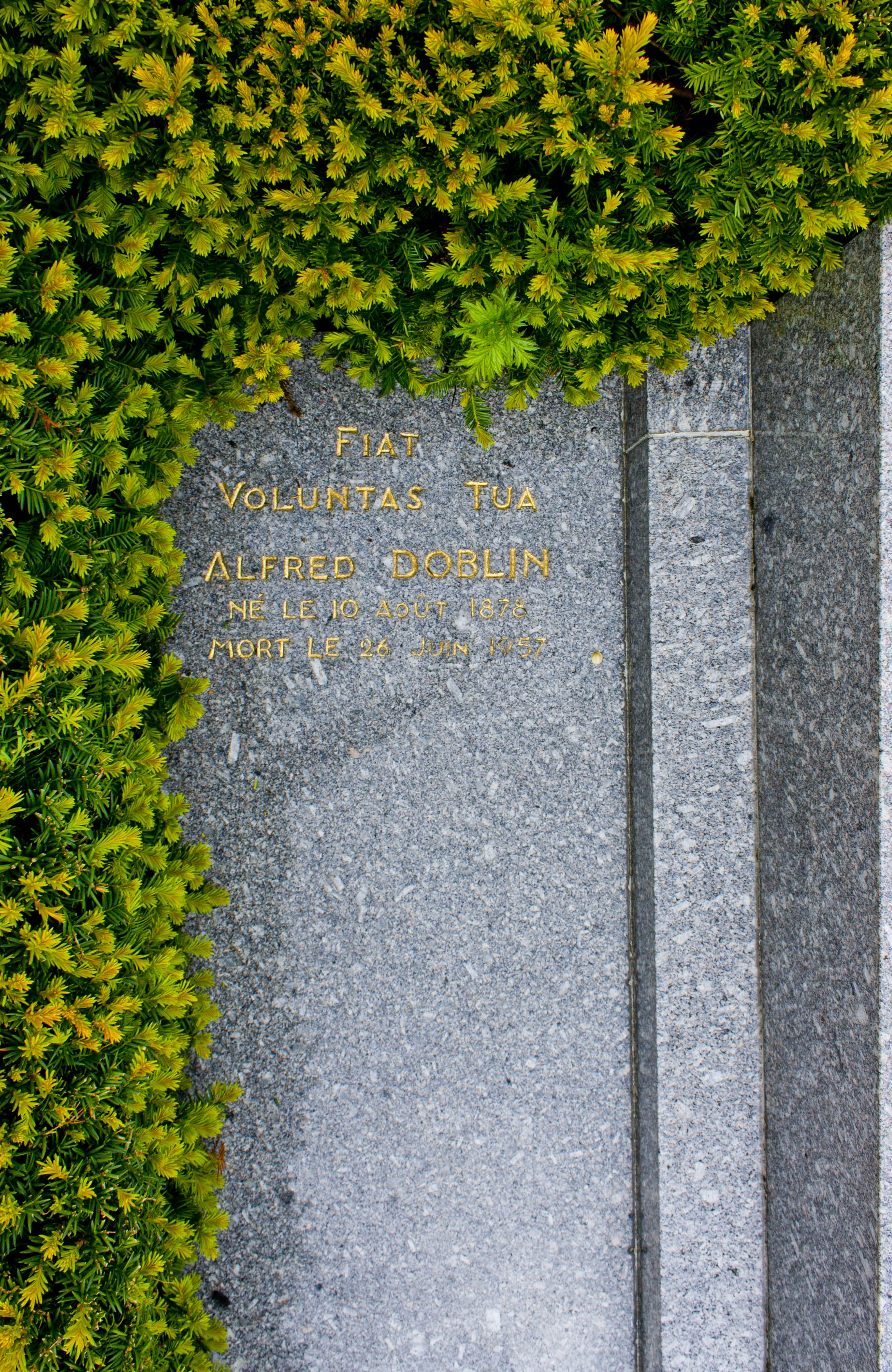
Hrob syna, Vincenta (Wolfganga) Döblina, a jeho rodičů (Cimetière d'Housseras)